# Wiesenmühle (Marth)

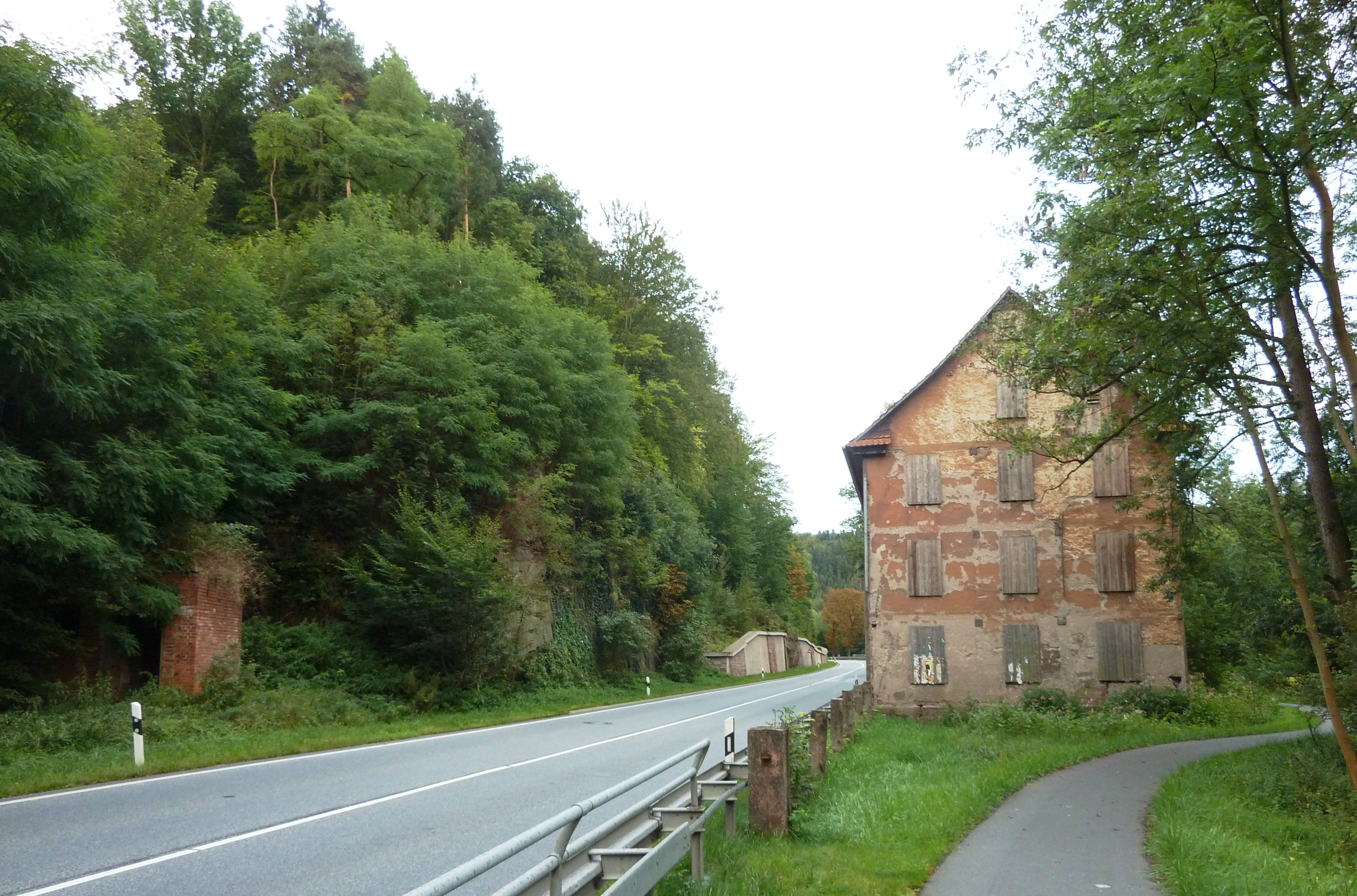
Wiesenmühle mit Notsicherung, Ansicht von Norden

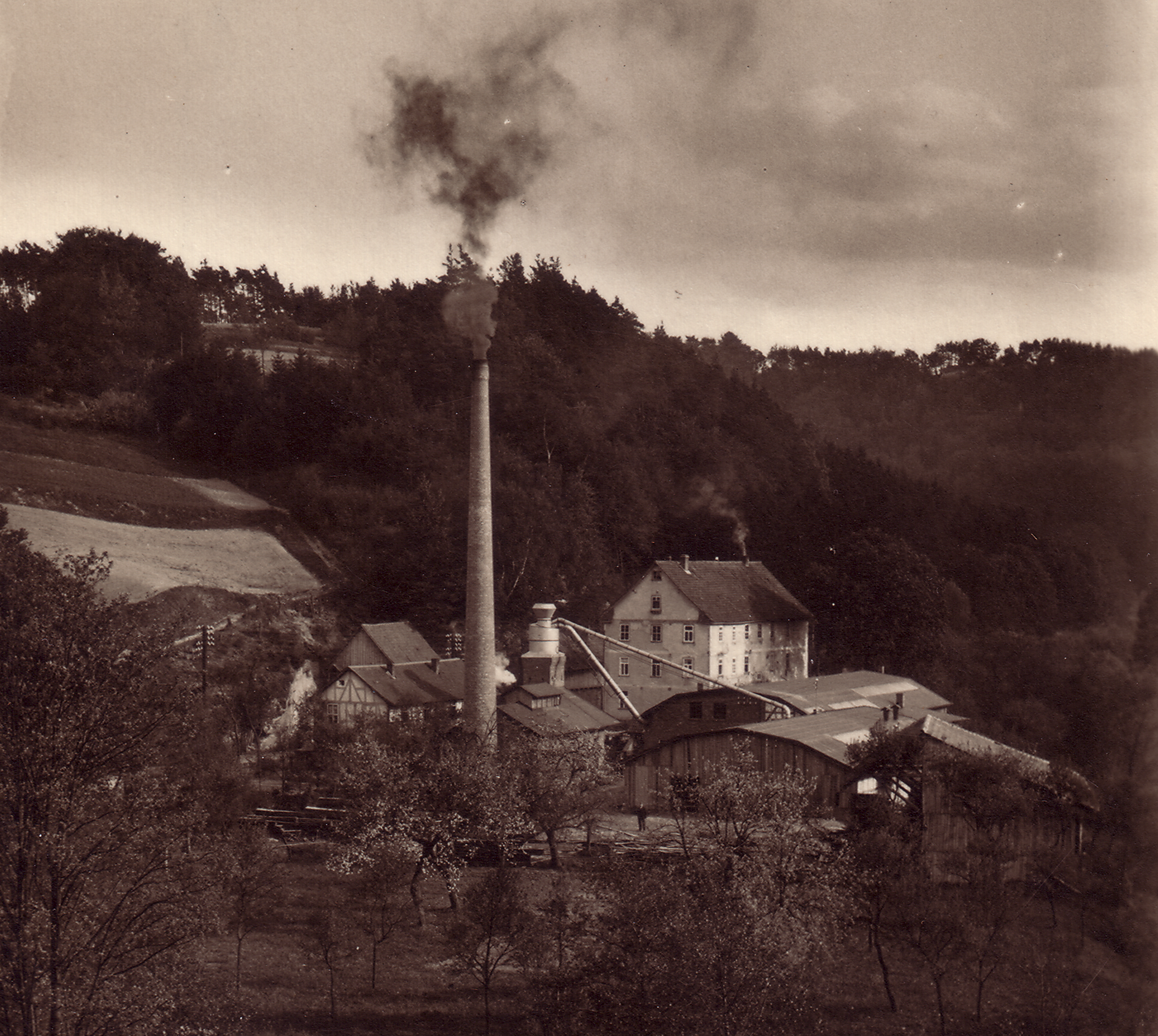
Wiesenmühle in den 1920er Jahren

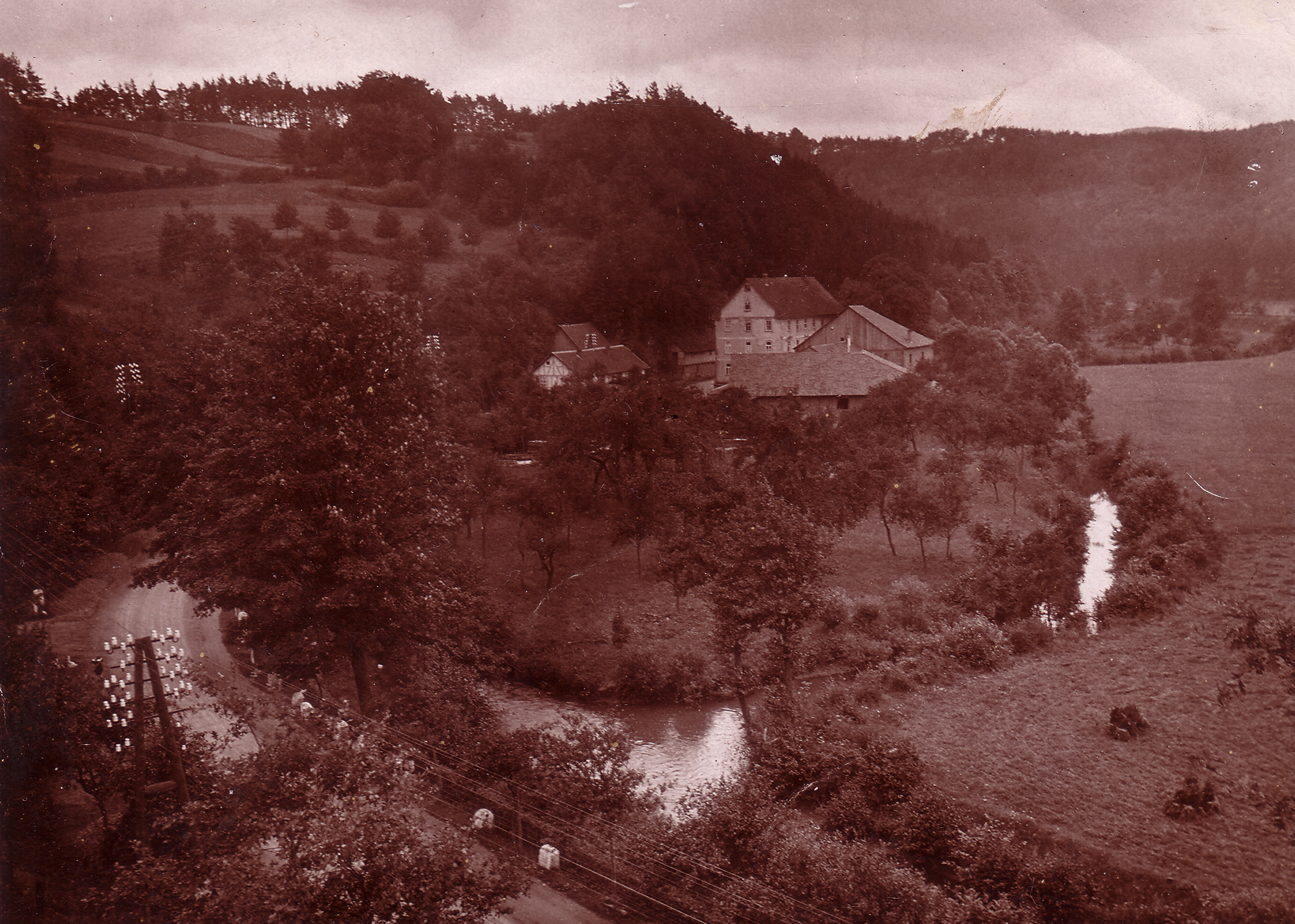
Wiesenmühle vor dem Neubau der Holzleistenfabrik

Die Wiesenmühle ist eine aufgelassene Mühle, jetzt Hausruine in der Gemeinde Marth im Landkreis Eichsfeld in Thüringen. Das bereits zum Abriss angemeldete Gebäude wurde durch eine dort belegte Fledermauskolonie „gerettet“, der Standort wurde behördlicherseits zum Biotop erklärt und als Einzelobjekt nach der Europäischen Fauna-Flora-Habitat-Richtlinie (FFH) geschützt. Die Betreuung des Hauses wurde einem Mitarbeiter vom Naturpark Eichsfeld-Hainich-Werratal übertragen.

## Lage
Das dreistöckige, traufständige Gebäude der ehemaligen Wiesenmühle befindet sich unmittelbar an der Bundesstraße 80, östlich von Arenshausen und südöstlich von Marth am Ostufer der Leine.

## Geschichte
Die Wiesenmühle wurde vor 1466 erbaut, in einer Lehensbeschreibung des Ortes fand sich der Vermerk Item der müller in der Weßen mullen.
Erst 1845 wurde diese Mühle wieder genannt, nun befand sich dort eine Mahl- und Ölmühle in Betrieb. Im Jahr 1895 wurde deren Pächter Thiele von Räubern überfallen.
Der Mühlenbetrieb war in dem kleinen Ort unrentabel geworden, man versuchte als Ersatz eine mechanische Weberei in Betrieb zu setzen, doch diese Nutzung war nur von kurzer Dauer. Die Wiesenmühle wurde anschließend als Holzleistenfabrik Funke & Habermann ausgebaut und erreichte in den 1920er Jahren ihre größte Ausdehnung. Nach einem ersten Brand wurde die Fabrik noch einmal aufgebaut und nach einem weiteren Brandereignis eingestellt. Die Holzleistenfabrik Marth wurde als letzte gewerbliche Nutzung der Mühle in der Ortschronik erwähnt. Die Fabrik beschäftigte auch Hilfs- und Saisonarbeiter und war somit der bedeutendste Arbeitgeber am Ort. Der Fabrikbesitzer Julius Pile wurde am 12. Dezember 1927 überfallen und getötet, seine Leiche fand man unweit der Mühle im Straßengraben. Die Gebäude der Wiesenmühle waren von Oktober 1945 bis Januar 1946 als Grenzlager III des nahen Grenzübergangs in Richtung Lager Friedland mit mehreren Hundert Rückwanderern und Kriegsflüchtlingen belegt.
Ein Großfeuer ruinierte die Nebengebäude und hatte 1982 den Abriss der Fabrikgebäude zur Folge. Das Hauptgebäude wurde als noch bewohnbar betrachtet, blieb vom Abriss verschont und wurde von Privatleuten bewohnt. Ab der Wende wurden die Wohnungen nach und nach von jungen Leuten, z. T. Studenten aus Göttingen, angemietet, die dort in mehreren WGs bis ca. im Jahr 2000 wohnten. Im Anschluss fanden sich allerdings keine neuen Käufer oder Mieter. Das Bauwerk verfiel durch unterlassenene Instandhaltung.
Die Besitzer (oder die Gemeinde ?) beantragte den Abriss der Ruine, bei der Inspektion durch die Bauaufsichtsbehörde wurde die im Dachgeschoss angetroffene Fledermauspopulation als schützenswertes Gut festgestellt, der Abrissantrag scheiterte somit und die Gemeinde verwies auf die laufenden Kosten der Objektsicherung, da das unmittelbar an der Straße stehende Gebäude eine Gefahr darstellt. In dieser Situation übernahm der Freistaat Thüringen die Ruine, um den Standort der Fledermauskolonie zu sichern.
In dem Gebäude befand sich ein bereits bekanntes bedeutendes Fledermausvorkommen mit bis zu 1000 Exemplaren der Spezies Großes Mausohr. Ziel des Mietvertrages war die bauliche Sicherung des Gebäudes und der Erhalt der Fledermauspopulation, welche um 2010 die Wochenstube vorübergehend, wahrscheinlich wegen Bauarbeiten an der angrenzenden Bundesstraße 80, verlassen hatte.